# Soliers
Soliers – miejscowość i gmina we Francji, w regionie Normandia, w departamencie Calvados.
Według danych na rok 1990 gminę zamieszkiwało 1625 osób, a gęstość zaludnienia wynosiła 320 osób/km² (wśród 1815 gmin Dolnej Normandii Soliers plasuje się na 131. miejscu pod względem liczby ludności, natomiast pod względem powierzchni na miejscu 879.).